# 沿バイカル国立公園

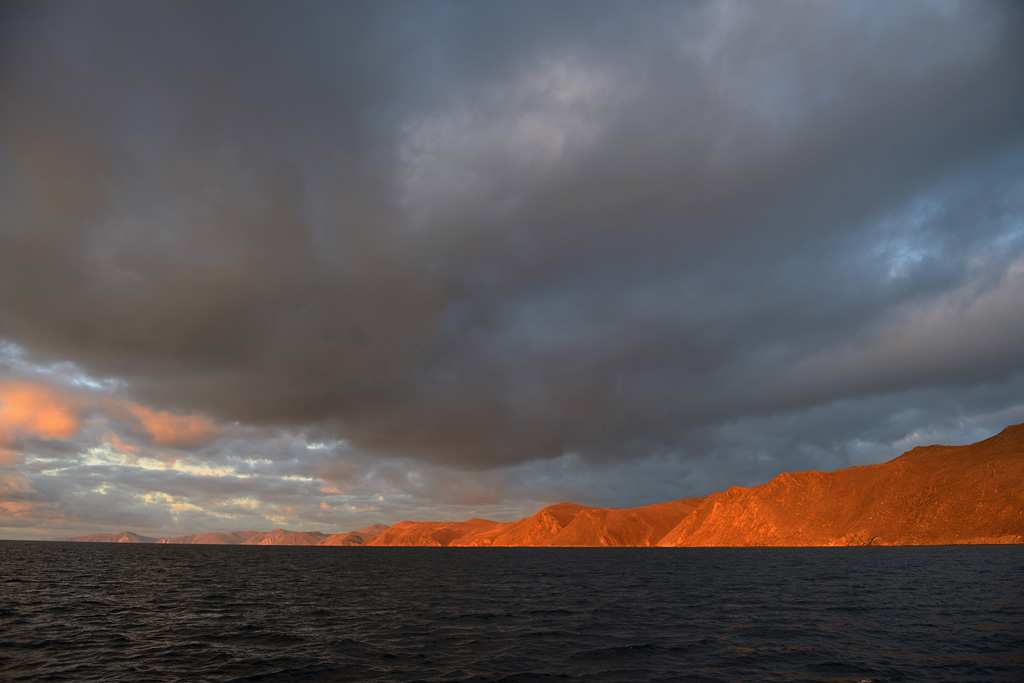
バイカル湖上のオリホン島から南を見る

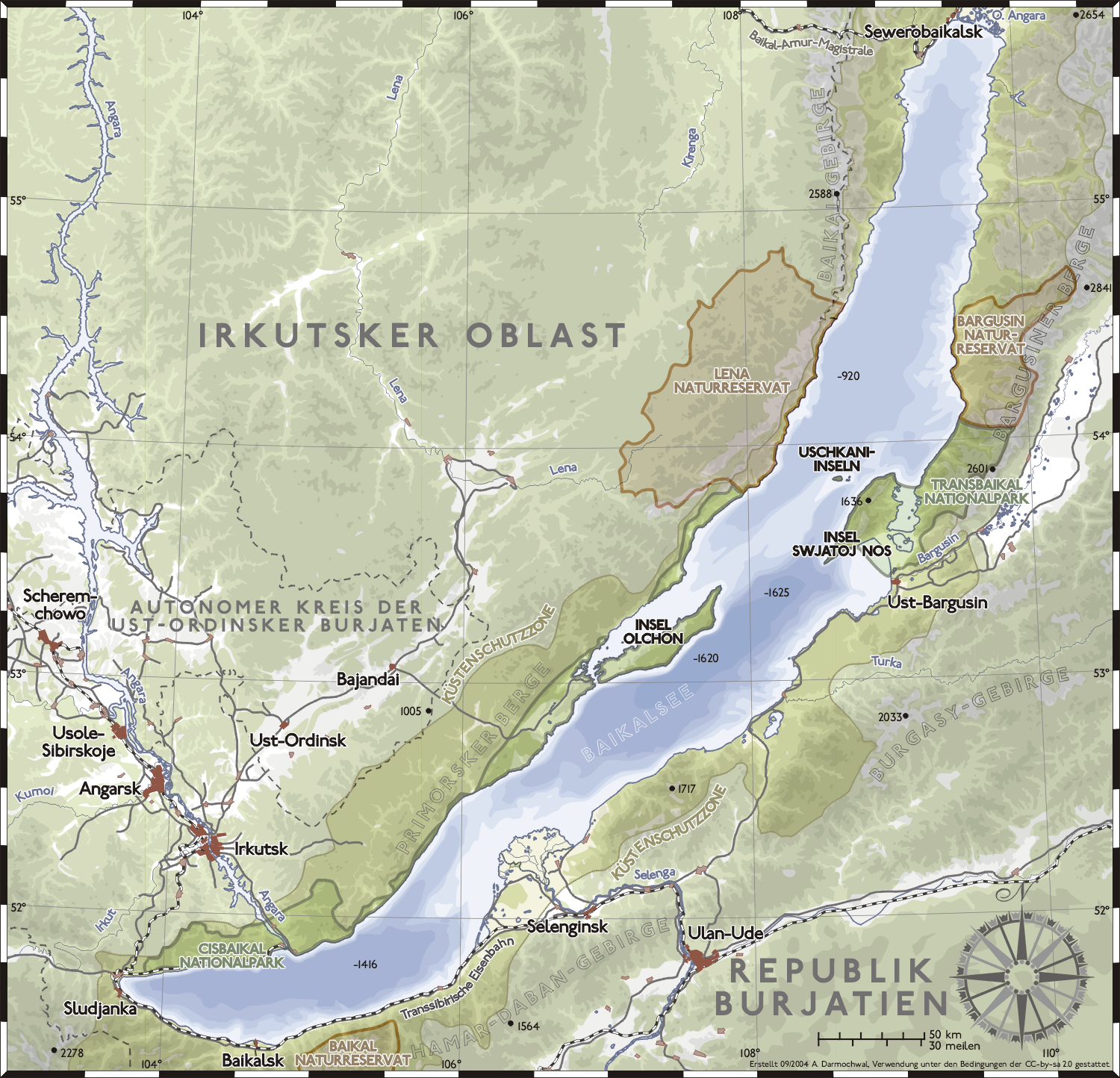
沿バイカル国立公園バイカル湖の南部西岸の暗く塗った部分で、北はオリホン島付近まで。さらに北の暗く塗った部分はバイカル・レナ自然保護区である。湖の対岸（東側）にはザバイカル国立公園、バルグジン自然保護区などがある

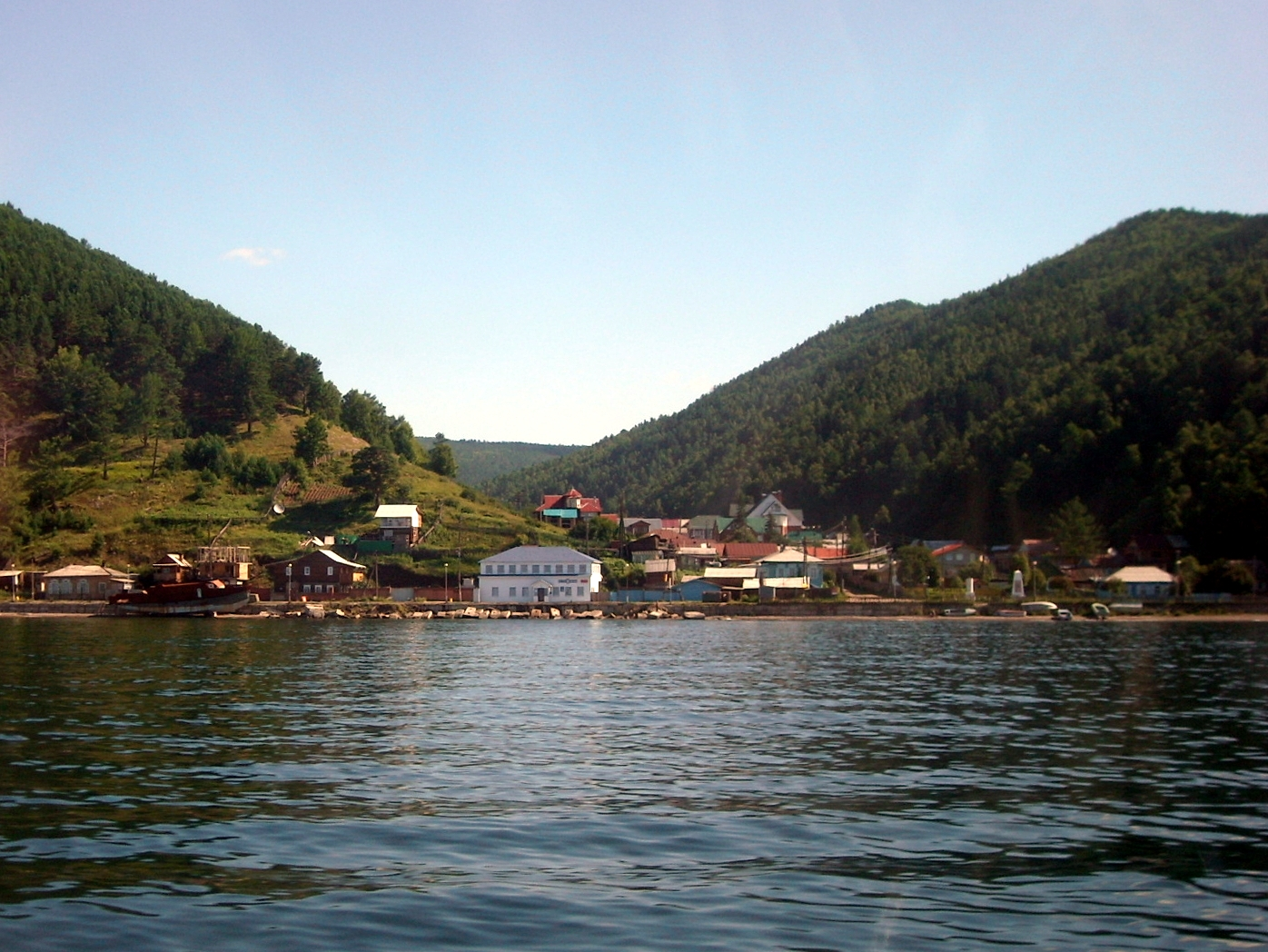
バイカル湖からアンガラ川への出口（リストヴャンカで）

沿バイカル国立公園（ロシア語: Прибайка́льский национа́льный парк、プリバイカルスキー国立公園とも）はバイカル湖南部の西岸にあるロシア連邦の国立公園で、行政的にはイルクーツク州に位置する。 

## 概要
沿バイカル国立公園（プリバイカリスキー国立公園）は、ロシア連邦シベリア南東部のバイカル湖の南西海岸にある。バイカル湖岸沿いではあるが、西に山々の尾根が含まれ、東にはオリホン島などの沖合の島々が含まれる。イルクーツク州イルクーツクの南東約50キロメートルの所に位置する。
この国立公園は、バイカル湖周りの他の3つの自然保護区（ザバイカル国立公園、バルグジン自然保護区など）と一緒に管理されており、これらはユネスコの世界遺産「バイカル湖」の主要な構成要素となっている。バイカル湖の南西からエニセイ川流域への支流であるアンガラ川への出口が公園にある。公園内の生物多様性と固有種は、非常に高いレベルにある。
総合管理所はアンガラ川源流に近い湖岸の町リストヴャンカにある。公園内には観光用バイカル湖岸鉄道が通る。大バイカル・トレイルの一部がリストヴィンカからボリシエ・コトィまで完成している・

## 参照項目
- バルグジン自然保護区
- バイカル・レナ自然保護区
- バイカル自然保護区
- ザバイカル国立公園
- ロシア連邦の国立公園